# 1984年ロサンゼルスオリンピックのタイ選手団
1984年ロサンゼルスオリンピックのタイ選手団（1984ねんロサンゼルスオリンピックのタイせんしゅだん）は、1984年7月28日から8月12日にかけてアメリカ合衆国のロサンゼルスで開催された1984年ロサンゼルスオリンピックのタイ選手団、およびその競技結果。

## 概要
今大会は銀メダル1個を獲得した。

## メダル
| メダル | 選手名                 | 競技       | 種目                   |
| ------ | ---------------------- | ---------- | ---------------------- |
| 銀     | ダーウィ・アンポンマハ | ボクシング | 男子ライトウェルター級 |